# 伊利基夫齊 (穆卡切沃區)
48°33′29″N 22°42′15″E / 48.55806°N 22.70417°E
伊利基夫齊（烏克蘭語：Ільківці），是烏克蘭的村落，位於該國西部外喀爾巴阡州，由穆卡切沃區負責管轄，面積0.16平方公里，海拔高度372米，2001年人口76，人口密度每平方公里469.14人。